# ایو فاندرهایگه
یوس فاندرهایگه (به انگلیسی: Yves Vanderhaeghe) بازیکن فوتبال اهل بلژیک و عضو تیم ملی فوتبال بلژیک است که در تاریخ ۳۰ مه ۱۹۹۹ میلادی اولین بازی ملی‌اش را مقابل تیم ملی فوتبال پرو انجام داد. او در ۴۸ بازی ملی حضور داشت و جمعاً ۳۷۳۸ دقیقه برای تیم ملی فوتبال بلژیک به میدان رفت. یوس فاندرهایگه آخرین بازی ملی خود را در تاریخ ۱۲ اکتبر ۲۰۰۵ میلادی در برابر تیم ملی فوتبال لیتوانی انجام داد. وی در بازی‌های ملی‌اش ۲ گل به ثمر رساند.